# 千葉県道276号西浦安停車場線
千葉県道276号西浦安停車場線（ちばけんどう276ごう にしうらやすていしゃじょうせん）は千葉県浦安市美浜の千葉県道242号浦安停車場線「美浜」交差点から、浦安市舞浜の「運動公園前」交差点に至る一般県道である。「西浦安」とは京葉線舞浜駅建設時の仮称である。

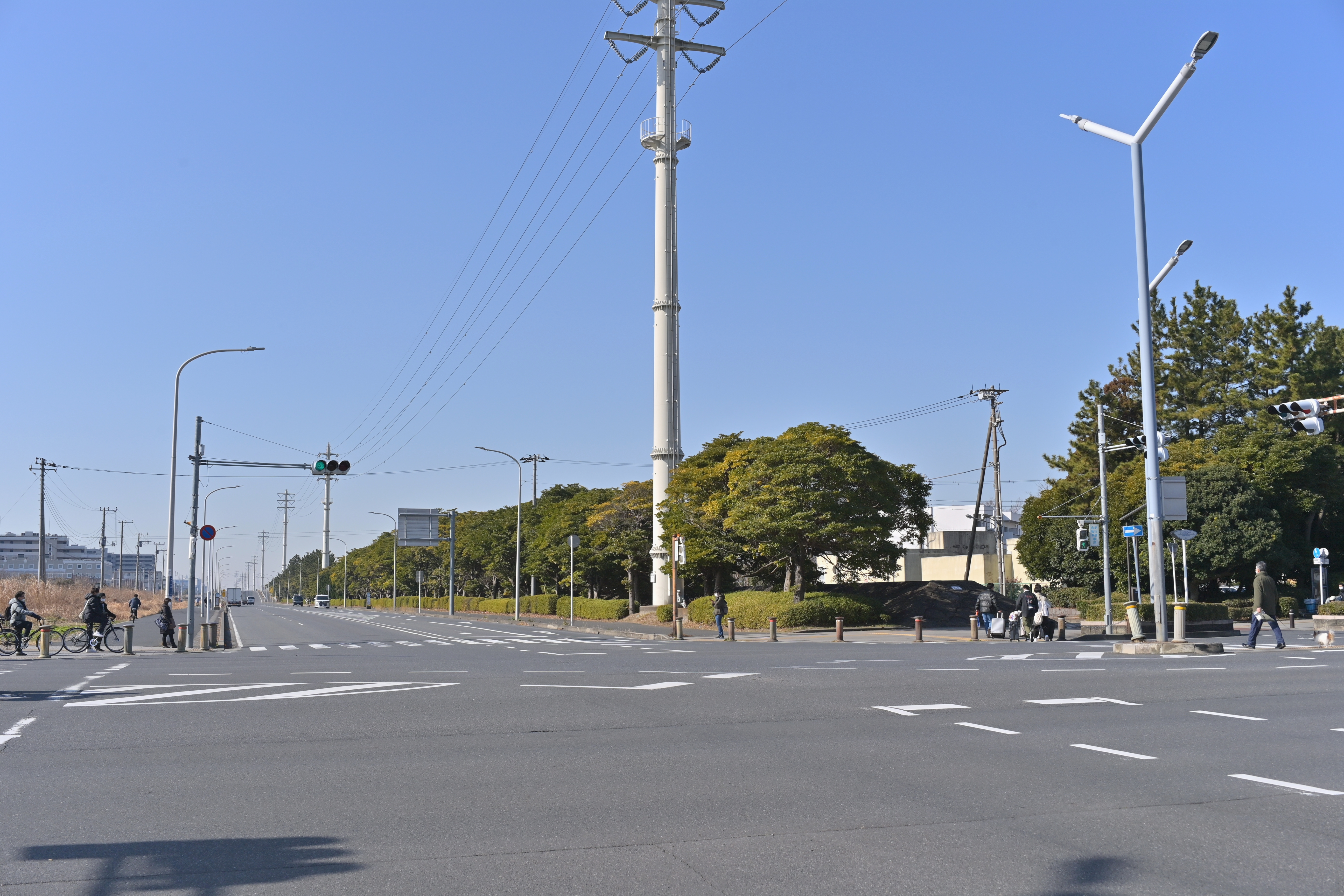
千葉県道276号西浦安停車場線
浦安市入船3丁目（2023年2月）

本線の他にパイパスが存在し、第二東京湾岸道路の候補予定地とされるが、見明川により分断されている。

## 路線データ

### 本線
- 起点：浦安市美浜（美浜交差点）
- 終点：浦安市舞浜（運動公園前交差点）

名称は「西浦安停車場線」だが、終点は舞浜駅から離れた場所にある。

### 支線

#### バイパス
- 起点：浦安市入船
- 終点：浦安市舞浜（運動公園前交差点）

#### 本線バイパス間支線
- 起点：浦安市入船（入船交差点、本線交点）
- 終点：浦安市入船（バイパス交点）

- 総延長：8.486 km（葛南土木事務所管内：8.486 km）
- 重用延長：なし（葛南土木事務所管内：0.0 km）
- 実延長：8.486 km（葛南土木事務所管内：8.486 km[3]）

## 道路施設

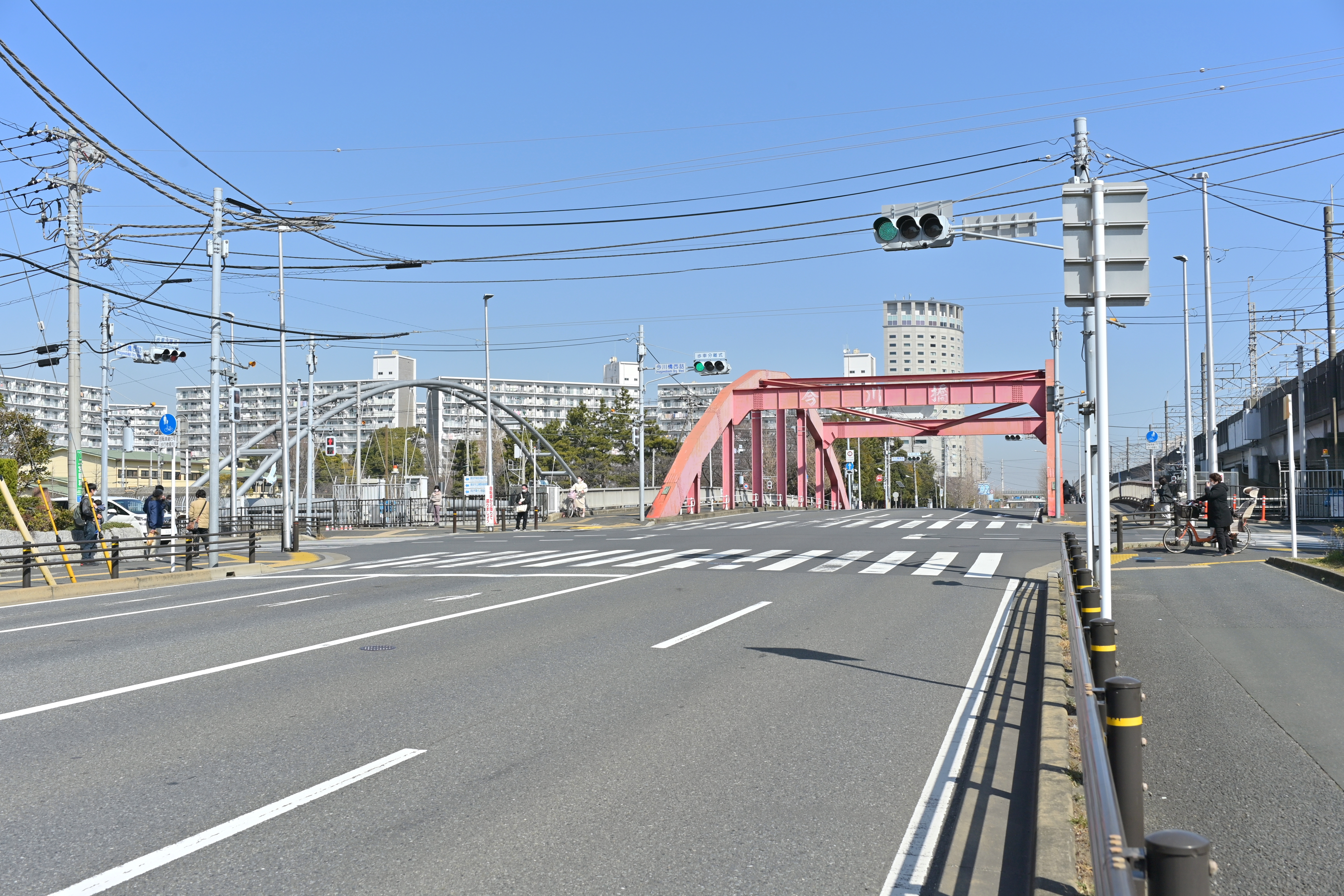
今川橋西詰交差点と今川橋（浦安市今川1丁目）

- 今川橋（境川、浦安市富岡2丁目／今川1丁目 - 入船3丁目／美浜2丁目）

## 地理

### 通過する自治体

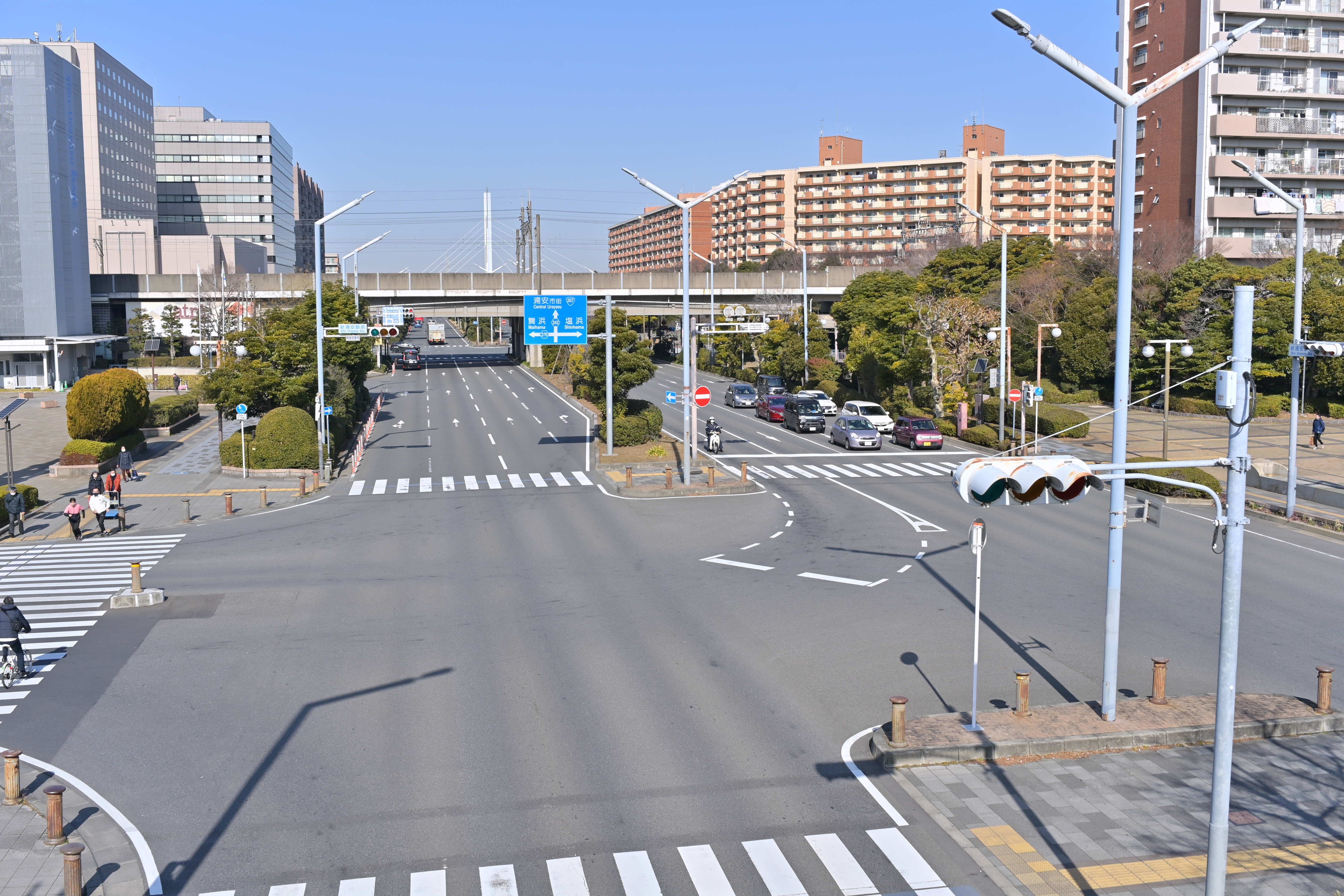
浦安市入船1丁目の新浦安駅付近「シンボルロード」（2023年2月）

- 千葉県
  - 浦安市

### 接続するおもな道路
- 千葉県道242号浦安停車場線

### 沿線
- 浦安市運動公園（浦安市舞浜）
- 浦安市立見明川中学校（浦安市弁天三丁目）
- 浦安市立図書館富岡分館（浦安市富岡三丁目）
- 浦安市立富岡保育園（浦安市富岡三丁目）
- 順天堂大学医学部附属浦安病院（浦安市富岡二丁目）
- JR新浦安駅（浦安市入船一丁目）
- 新浦安駅北郵便局（千葉県浦安市美浜一丁目）
- イオンスタイル新浦安店（浦安市入船一丁目）
- 浦安市立入船中学校（浦安市入船三丁目）